# Chafia Boudraa
Pour les articles homonymes, voir Boudraa.
Chafia Boudraa (en arabe : شافية بوذراع), née le 22 avril 1930 à Constantine et morte le 22 mai 2022 à Alger, est une actrice algérienne notamment connue pour ses rôles dans des longs métrages cultes tels que El Hariq et L'Évasion de Hassan Terro.

## Biographie
Chafia Boudraa, de son vrai nom Atika Boudraa, nait le 22 avril 1930 à Constantine. Elle est veuve d'un chahid, combattant du FLN durant la Guerre d'Algérie mort au combat en 1960 (en Wilaya VI).
La comédienne Chafia est révélée au grand public grâce au feuilleton télévisé El Hariq (L'incendie), adapté des romans de Mohammed Dib. Elle quitte Constantine, sa ville natale, pour Alger en 1964 et commence par exercer différents métiers pour subvenir aux besoins d'une famille de onze enfants : aide soignante, standardiste, gouvernante, avant de prendre contact avec la RTA pour y travailler, au cachet, dans plusieurs films et séries.
Chafia Boudraa interprète le rôle de la veuve dans La Mégère apprivoisée montée par le Théâtre national d'Alger.
Actrice dans le film Hors-la-loi de Rachid Bouchareb, Chafia Boudraa est invitée au Festival de Cannes 2010, où le film est sélectionné. Son dernier rôle est dans le téléfilm Just like a woman, de Rachid Bouchareb.
Chafia Boudraa meurt le 22 mai 2022 à Alger des suites d'une longue maladie.

## Filmographie

### Cinéma
- 1974 : L'Évasion de Hassan Terro de Mustapha Badie
- 1976 : Ech-chebka de Ghaouti Bendedouche : Khalti Aldjia
- 1977 : Leïla et les autres de Sid Ali Mazif
- 1982 : Une femme pour mon fils d'Ali Ghalem
- 1984 : Le Thé à la menthe d'Abdelkrim Bahloul : la mère de Hamou
- 1990 : Die Rückkehr aus der Wüste de Bernhard Stephan : la mère de Mohamed
- 1991 : Mohamed Bertrand-Duval d'Alex Métayer : Zohra, la mère de Fatima
- 1992 : Un vampire au paradis d'Abdelkrim Bahloul : la mère de Mohamed
- 1999 : Le Cri des hommes d'Okacha Touita : la vieille
- 2001 : 17, rue Bleue de Chad Chenouga : la grand-mère
- 2006 : Beur blanc rouge de Mahmoud Zemmouri : la grand-mère de Brahim
- 2010 : Hors-la-loi de Rachid Bouchareb : la mère

### Télévision
- 1976 : El Hariq (L'incendie) de Mustapha Badie
- 1990 : Sixième gauche de Claire Blangille : Malika
- 1993 : Leïla née en France de Miguel Courtois : la grand-mère
- 1993 : Le Secret d'Elissa Rhaïs de Jacques Otmezguine : Aïcha
- 1998 : L'honneur de ma famille de Rachid Bouchareb
- 2004 : L'Un contre l'autre de Dominique Baron : Khadija
- 2006 : L'épreuve Dure de Nazim Gaidi
- 2012 : Just like a woman de Rachid Bouchareb : la mère de Mourad

## Voix françaises
- Frédérique Cantrel dans Just like a woman (2012)